# İsmail Köybaşı
İsmail Köybaşı (İskenderun, 10 de julho de 1989) é um futebolista turco que atua como lateral-esquerdo. Atualmente defende o Göztepe.

## Carreira
İsmail Köybaşı fez parte do elenco da Seleção Turca de Futebol da Eurocopa de 2016.

## Títulos

### Beşiktaş
- Copa da Turquia (1): 2010–11
- Campeonato Turco: 2015–16